# Schweiziske kantonvåbener
De schweiziske kantoner har alle våbener:
- Aargau
- Appenzell Ausserrhoden
- Appenzell Innerrhoden
- Basel-Landschaft
- Basel-Stadt
- Bern
- Fribourg
- Genève
- Glarus
- Graubünden
- Jura
- Luzern
- Neuchâtel
- Nidwalden
- Obwalden
- Schaffhausen
- Schwyz
- Solothurn
- St. Gallen
- Ticino
- Thurgau
- Uri
- Vaud
- Wallis
- Zug
- Zürich